# Реставрация Стюартов

Королевский герб 1660—1689 годов

Реставрация Стюартов (англ. Stuart Restoration) — восстановление в 1660 году на территории Англии, Шотландии и Ирландии монархии, ранее упразднённой указом английского парламента от 17 марта 1649 года. Новым королём всех трёх государств стал Карл II Стюарт, сын казнённого во время Английской революции короля Карла I.

## Историческая обстановка накануне Реставрации
В сентябре 1658 года умер глава Английской республики — лорд-протектор Оливер Кромвель. К этому времени Шотландия и Ирландия, ранее считавшиеся отдельными государствами, были присоединены к Английской республике. Англия была втянута в долгую и разорительную войну с Испанией. Экономическое положение страны значительно ухудшилось, число сторонников восстановления монархии быстро росло. Ещё в 1649 году, сразу после казни Карла I, его сын принц Карл, бежавший в Нидерланды, объявил себя законным королём Англии. Кромвель сумел подавить сопротивление роялистов только в 1651 году.
После смерти Кромвеля пост лорда-протектора перешёл к его сыну Ричарду, который немедленно созвал новый парламент. Депутаты сразу принялись за демонтаж системы протектората, пытаясь восстановить принципы парламентской республики, и в первую очередь — поставить армию под свой контроль. Армия воспротивилась и потребовала от Ричарда распустить парламент; 22 апреля 1659 года Ричард Кромвель был вынужден подчиниться.
Тем не менее демонтаж протектората, у которого больше не было сторонников, продолжался. На место разогнанного парламента был созван Государственный совет из высших генералов и уцелевших депутатов Долгого парламента (избранных до периода протектората). Пост лорда-протектора упразднили, Ричарду Кромвелю и его братьям в качестве компенсации выделили недвижимость, денежный доход и оплатили их долги. Все они больше не принимали участия в политике и после Реставрации не подвергались притеснению.
Тем временем в стране активизировались роялисты, к которым присоединялись пресвитериане, часть депутатов парламента и простонародье. В августе 1659 года произошёл серьёзный роялистский мятеж, успешно подавленный генералом Ламбертом. Два месяца спустя войска Ламберта разогнали парламент, однако другие генералы не поддержали его действия.
Конфликт разрешился неожиданно. Популярный в армии генерал Джордж Монк, не попавший в правящую военную группу, двинул свои войска из Шотландии на Лондон и в феврале 1660 года совершил государственный переворот. Ламберт был арестован и брошен в Тауэр. Монк созвал новый парламент, вновь включив в его состав всех пострадавших от «Прайдовой чистки». Первый же принятый парламентом закон объявлял недействительными все республиканские правовые акты (принятые после 1648 года). Затем Монк был утверждён на посту главнокомандующего вооружёнными силами страны, после чего были назначены выборы нового парламента (март 1660).

## Восстановление монархии

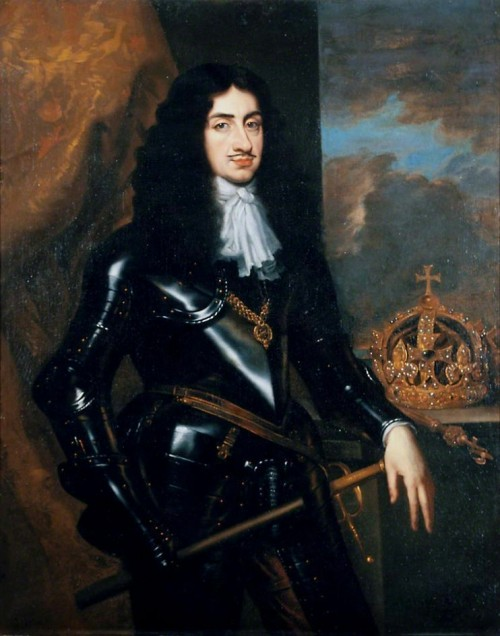
Король Карл II Стюарт

В новой обстановке значительная часть депутатов выступала за восстановление монархии, и Монк вступил в переговоры с принцем Карлом (через его канцлера Эдуарда Хайда). 4 апреля 1660 года Карл обнародовал т. н. «Бредскую декларацию», в которой обещал:
- всем участникам революции (кроме «цареубийц», подписавших смертный приговор Карлу I) будет объявлена амнистия;
- крупная задолженность офицерам и солдатам будет немедленно выплачена;
- он не намерен требовать перераспределения собственности и будет уважать права и привилегии парламента и английских граждан;
- англиканская церковь останется государственной в Англии, к остальным конфессиям будет проявляться терпимость;
- оставшиеся спорные вопросы будут переданы на рассмотрение парламента.

25 апреля новоизбранный парламент, в котором пресвитериане и роялисты получили большинство, пригласил Карла занять престол трёх королевств. Одновременно была восстановлена в прежнем составе палата лордов. 29 мая 1660 года, в день своего тридцатилетия, Карл II триумфально вернулся в Лондон и был провозглашён королём. Формально было решено считать, что он царствовал с момента казни Карла I. День 29 мая с тех пор официально празднуется в Англии (англ. Royal Oak Day).
После Реставрации Англия, Шотландия и Ирландия вновь стали рассматриваться как отдельные государства с общим монархом. Война с Испанией в сентябре того же 1660 года была окончена миром, после чего английская армия, оплот пуританского влияния, была распущена (частично передана местным властям). Англиканская церковь восстановила своё привилегированное положение в Англии (особенно для государственных служащих), а пуританские конфессии подвергались разного рода ущемлениям (см. Кодекс Кларендона) вплоть до «Славной революции» 1688 года, после которой был принят Акт о веротерпимости.
Роялисты-эмигранты вернулись в Англию и получили некоторую компенсацию за потерянную собственность. Был щедро награждён и Джордж Монк: он получил сан рыцаря, титулы графа Торрингтонского и герцога Албемарльского (Duke of Albemarle), два баронства в разных графствах, а также придворную должность конюшего (Master of the Horse) и 700 фунтов в год. В 1668 году из преданных королю аристократов было составлено правительство, вошедшее в историю под аббревиатурой Кабаль.
Уцелевшие «цареубийцы» были преданы суду и многие были казнены. Трупы Кромвеля, Айртона, Прайда и Бредшоу были выкопаны из могилы, повешены и затем четвертованы.
Несмотря на восстановление королевской власти, новая монархия во многом отличалась от прежней. Статус парламента неизмеримо возрос; даже король зависел от субсидий, ежегодно выделяемых ему парламентариями. Король теперь не имел возможности без согласия парламента вводить новые налоги, не мог также арестовать кого-либо в обход юридических процедур.

## Историческое и культурное влияние
Наполеон Бонапарт после захвата власти во Франции (1799) получал множество призывов от монархической эмиграции «стать французским Монком» и содействовать реставрации Бурбонов. Однако эти призывы остались без ответа, а похищение и расстрел герцога Энгиенского поставили крест на возможности окончания французского республиканизма по английскому образцу.
Драматические события Английской революции отражены во многих произведениях литературы и искусства, например:
- Оноре де Бальзак, «Кромвель» (1820);
- Вальтер Скотт, «Вудсток» (1826);
- Виктор Гюго, «Кромвель» (1827);
- Александр Дюма описал (с монархической точки зрения) ход событий в своей знаменитой трилогии о мушкетёрах: захват и казнь Карла I в романе «Двадцать лет спустя», а реставрацию Карла II — в романе «Виконт де Бражелон, или Десять лет спустя» (разумеется, активное участие мушкетёров в возведении на престол Карла II является литературным вымыслом).